# Leopold Schmitt
Leopold Schmitt war ein deutscher Jurist und Kommunalpolitiker.
Schmitt schloss ein Studium der Rechtswissenschaften mit Promotion ab und war dann als Rechtsanwalt tätig. 1945 wurde er von der amerikanischen Besatzungsbehörde zum kommissarischen Landrat des Landkreises Berchtesgaden bestellt und am 28. Mai 1946 nach einer Wahl des Kreistags mit 29 von 45 Stimmen in diesem Amt bestätigt, das er dann bis zur Wahl seines Nachfolgers Karl Theodor Jacob am 25. April 1948 innehatte.

## Quelle
- Bayerisches Landesamt für Statistik und Datenverarbeitung: Ergebnisse zu Landratswahlen und Oberbürgermeisterwahlen in kreisfreien Städten und der aufgelösten Landkreise